# Гамбург-Альстердорф
Альстердорф (нім. Alsterdorf) — частина району Гамбург-Північ вільного та ганзейського міста Гамбург. Назва Альстердорф походить від річки Альстер та її штучних озер Внутрішній Альстер, та Зовнішній Альстер у центрі Гамбурга.